# Мостец
Мостец — деревня в Ярославском районе Ярославской области. Входит в состав Заволжского сельского поселения.

## География
Находится в восточной части Ярославской области на расстоянии приблизительно 4 км на восток-юго-восток по прямой от станции Филино.

## История
В 1859 году здесь (деревня Ярославского уезда Ярославской губернии) было учтено 45 дворов, в 1898 — 63.

## Население
Численность населения: 266 человек (1859 год), 106 (русские 98 %) в 2002 году, 113 в 2010.

## Инфраструктура
Продуктовый магазин, автосервис.
Работает Ярославская швейная фабрика.

## Общественный транспорт
Деревня обслуживается автобусным маршрутом № 143 Ярославль-Главный — Ермолово. Остановки — «Ермолово», «ЖК «Родные просторы», «Мостец».

## Достопримечательности
- Стела воинам, погибшим во время Великой Отечественной войны 1941-1945 гг[6].

## Улицы
Улицы: Школьная, Центральная, Дивная, Цветочная.
Проезды: Дорожный.
Переулки: Центральный, Школьный.